# Philodromus californicus
Philodromus californicus es una especie de araña cangrejo del género Philodromus, familia Philodromidae. Fue descrita científicamente por Keyserling en 1884.

## Distribución
Esta especie se encuentra en América del Norte.